# Profronde van Surhuisterveen
De Profronde van Surhuisterveen is een jaarlijks terugkerend criterium dat plaatsvindt in Surhuisterveen in de Nederlandse gemeente Achtkarspelen.
De profronde wordt sinds 1982 georganiseerd door de Stichting Wielercomité Surhuisterveen, ook de organisator van de Centrumcross, en werd in de eerste jaren onder de naam Profronde van Friesland verreden (niet te verwarren met de huidige Profronde van Friesland).